# Walter Hermann Bucher
Walter Hermann Bucher, född 12 mars 1889 i Akron, Ohio, död 17 februari 1965 i Houston, Texas, var en tysk-amerikansk geolog och paleontolog.

## Uppväxt och studier
Bucher hade schweizisk-tyska föräldrar och återvände med dem till Tyskland, där han växte upp. Han disputerade i geologi och paleontologi vid Ruprecht-Karls-Universität Heidelberg 1911 och reste samma år till USA för att undervisa vid University of Cincinnati där han blev professor i geologi 1924.

## Forskarkarriär
Buchers tidiga arbeten rörde paleontologi och han studerade stromatoliter, ooliter och vågformade märken. På 1920-talet studerade han ett antal nedslagskratrar. Han konstaterade att dessa håligheter orsakats av någon sorts omfattande explosioner men förklarade dem med enorma vulkanutbrott. År 1935 blev han ordförande för Ohio Academy of Sciences och 1940 började han vid Columbia University där han specialiserade sig på strukturgeologi. Samma år började han leda arbetet vid The National Research Councils avdelning för geologi och geografi. Han blev ordförande vid New York Academy of Sciences 1946 och var ordförande för American Geophysical Union 1950–1953.

## Utmärkelser
Walter Hermann Bucher tilldelades Penrosemedaljen 1960.